# Batalha de Fleurus (1690)
A Batalha de Fleurus, que ocorreu em 1º de julho de 1690 perto de Fleurus, então parte dos Países Baixos Espanhóis, agora na Bélgica moderna, foi um grande engajamento da Guerra dos Nove Anos. Um exército do Reino da França, liderado pelo Marechal Luxemburgo, derrotou uma força da Grande Aliança sob o Príncipe Waldeck.
A vitória de Luxemburgo teve um impacto estratégico limitado, já que o rei Luís XIV de França ordenou que ele terminasse sua campanha na Holanda espanhola e, em vez disso, reforçasse o Delfim no Reno. Isto deu aos aliados tempo para se retirar para Bruxelas e reconstruir o seu exército.

## Antecedentes

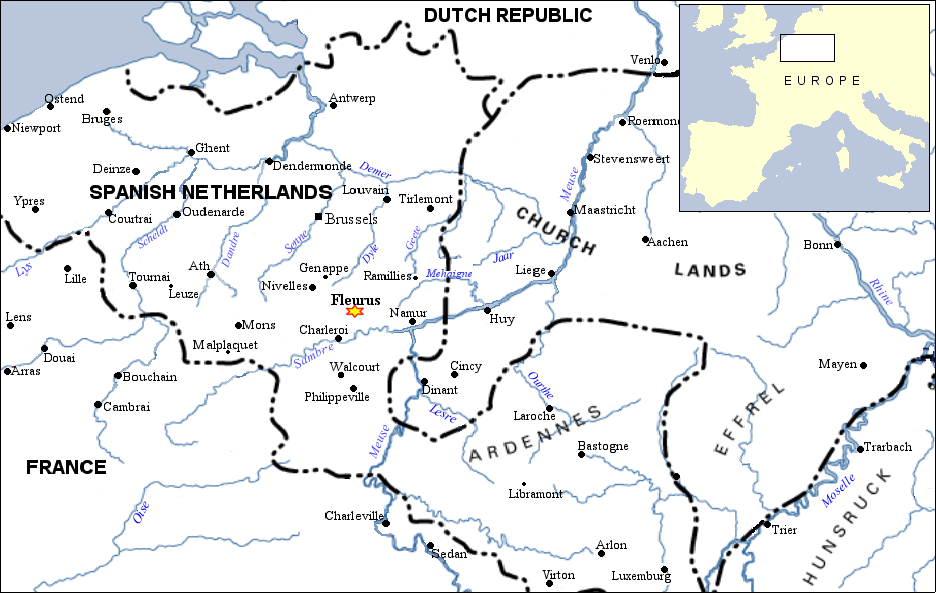
O Países Baixos Espanhóis. Fleurus fica a meio caminho entre Namur e Charleroi, perto do rio Sambre.

Em 1690, o principal Teatro da Guerra Dos Nove Anos mudou-se da Renânia para o Países Baixos Espanhóis. A derrota em Walcourt em agosto de 1689 levou Humières a ser substituído como comandante por Luxemburgo, que manteve o cargo até à sua morte em 1695. Seu exército consistia em cerca de 30.000-40.000 homens, enquanto, se necessário, ele poderia pedir o apoio de Boufflers no Mosela. Com Guilherme III em campanha na Irlanda, Waldeck, o vencedor de Walcourt, continuou como comandante das Forças Aliadas na região.
Waldeck esperava atrasar a campanha para permitir ao Eleitor de Brandemburgo se deslocar ao Mosela e amarrar Boufflers, mas as primeiras manobras de Luxemburgo permitiram que Boufflers se movesse entre os rios Sambre e Mosa para apoiar o comandante francês. Waldeck, entretanto, deixou o seu ponto de reunião em Tienen (Tirlemont) e avançou para Wavre. Depois de dispersar suas tropas para viver de forragem, o exército aliado se reagrupou e avançou para Genappe em 8 de junho.
Em meados de junho, Luxemburgo dividiu as suas forças. Humières foi relegado a supervisionar a guarnição das linhas do Lys e o Escalda, enquanto o exército francês principal partiu de Deinze e marchou para o sul, cruzando o Sambre em Jeumont em 23 de junho. Enquanto isso, destacamentos da força Boufflers sob Rubantel aumentaram o exército de Luxemburgo, o qual continuou sua marcha, acampando em Boussu em 27 de junho.
Enquanto Luxemburgo manobrava ao sul de Mons e Charleroi, Waldeck mudou seu acampamento entre Nivelles e Pieton em 28 de junho. Nessa mesma noite, Luxemburgo liderou pessoalmente um destacamento de Gerpinnes com pontões para estabelecer uma ponte sobre o rio Sambre em Ham. Uma posição fortificada em Froidmont (guarnecida por cerca de 100 homens) logo foi obrigada a se render depois que a artilharia foi trazida através do rio; um ataque simultâneo de dragões franceses tomou um reduto inimigo que havia sido abandonado com a aproximação do exército de Luxemburgo. Com a cabeça de ponte segura, o resto do exército francês (além da bagagem pesada que havia permanecido na margem sul de Ham) cruzou o Sambre em 30 de junho.
Waldeck fugiu e seguiu em direção à cabeça de ponte francesa. A cavalaria francesa e holandesa enviada para reconhecer a área cruzou espadas em uma ação inconclusiva perto de Fleurus, mas à noite a cavalaria francesa retirou-se para Velaine, onde se juntou ao resto do seu exército, há apenas 3 quilômetros dos Aliados.

## Batalha

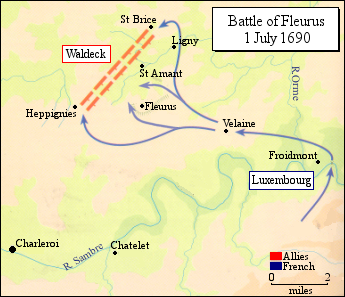
Luxemburgo divide suas forças e ataca o exército de Waldeck em ambos os flancos

Na manhã de 1º de julho, o Marechal Luxemburgo marchou com as suas forças em direção a Fleurus. Waldeck tinha montado seus 30.000-38.000 soldados nas duas linhas habituais no terreno elevado entre a aldeia de Heppignies à sua direita e passado o Castelo de St Amant à sua esquerda; a frente de Waldeck estava coberta pelo riacho Orme cujas margens elevadas tornavam um ataque frontal quase impossível.
Luxemburgo decidiu atacar simultaneamente ambos os flancos do exército aliado, um plano audacioso cujo sucesso exigia segredo e engano. As colunas da primeira linha francesa dividiram-se para tomar posição entre Heppignies e Fleurus, com algumas tropas movendo-se em direção a St Amant. As duas colunas da direita de Luxemburgo desviaram-se para o norte através do Orme, a sua passagem coberta por sebes e campos de trigo, e por uma cobertura da cavalaria francesa. Quarenta canhões foram posicionados perto do Castelo de St Amant, e outros 30 canhões posicionados entre o castelo e Fleurus.
Despercebido por Waldeck, Luxemburgo envolveu seus flancos. Se o comandante aliado tivesse percebido que Luxemburgo tinha dividido o seu exército em dois, poderia ter subjugado a esquerda francesa isolada antes da direita se posicionar, mas não o fez. Depois que a direita francesa estava em posição (comandada pelo próprio Luxemburgo), sua artilharia abriu fogo por volta das 10:00, atingindo a infantaria aliada com grande efeito. A ala esquerda francesa, comandada pelo Tenente-General Jean Christophe, Conde de Gournay, abriu o ataque com uma carga de cavalaria, mas Gournay foi morto no ataque; sua morte desordenou sua cavalaria, que se retirou para Fleurus para se reagrupar.

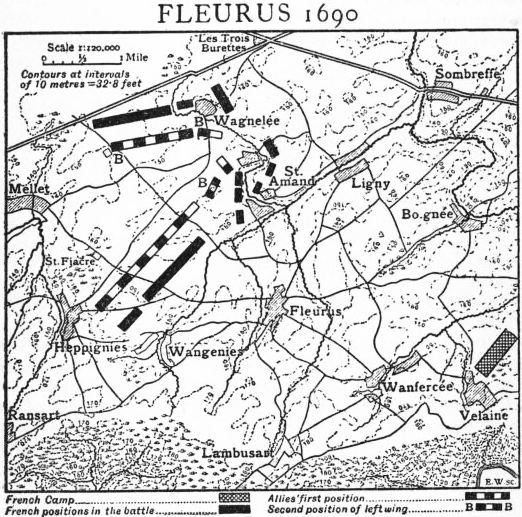
A Batalha de Fleurus em 1690, da Enciclopédia Britânica de 1911.

Uma carga de cavalaria francesa na ala direita, no entanto, teve mais sucesso, repelindo a cavalaria Inimiga. O que se seguiu a partir desse ponto varia de acordo com as fontes. John A. Lynn afirma que, logo após o assalto da cavalaria, a infantaria francesa avançou agora contra ambos os flancos da linha de Waldeck que, encontrando-se envolvida, finalmente se rompeu. Algumas das tropas aliadas conseguiram se reagrupar em terreno elevado perto de Fleurus, mas acabaram eventualmente sobrepujadas. Apesar de ter sido pressionado pela cavalaria francesa, Waldeck foi capaz de criar uma nova linha com suas forças restantes mais para trás. No entanto, esta linha também entrou em colapso, quebrada pela infantaria francesa corada de confiança pelo seu sucesso inicial. O restante das tropas de Waldeck se dirigia para Nivelles na melhor ordem possível.
De acordo com Olaf Van Nimwegen no entanto, no momento crítico Waldeck e Aylva envolvidos pelos franceses, eles ordenaram que a infantaria holandesa formasse quadrados. Isso foi bem-sucedido e a cavalaria francesa que avançava foi forçada a interromper o assalto. A infantaria francesa, ordenada a marchar em frente ao inimigo, também não conseguiu quebrar os quadrados depois de sofrer pesadas baixas. Luxemburgo, percebendo a falta de sentido de novos assaltos, decidiu quebrar a infantaria holandesa bombardeando os grossos quadrados de perto com artilharia capturada. Para sua surpresa, apesar das pesadas baixas, os holandeses mantiveram a formação, e um de seus ajudantes, que não aguentava mais ver o derramamento de sangue, tentou negociar sua capitulação. Depois da batalha, Luxemburgo escreveu a Louivois que "ele lhes disse que estavam completamente envolvidos, que eu (Luxemburgo) estava lá e que os pouparia. Responderam-lhe: saiam, não queremos nada e somos fortes o suficiente para nos defendermos." O que se seguiu foi uma teimosa ação de retaguarda. Waldeck e Aylva deslocaram as tropas em praças na direção de Mellet e de lá para Bruxelas, enquanto os batalhões holandeses na retaguarda formavam uma frente alternada em relação aos franceses. Sob este fogo de cobertura, as tropas sob Waldeck deixaram o campo de batalha. O flanco direito neerlandês sob Henrique Casimiro II e o Príncipe de Nassau-Usingen procuraram refúgio nas proximidades dos canhões de Charleroi.

## Consequências

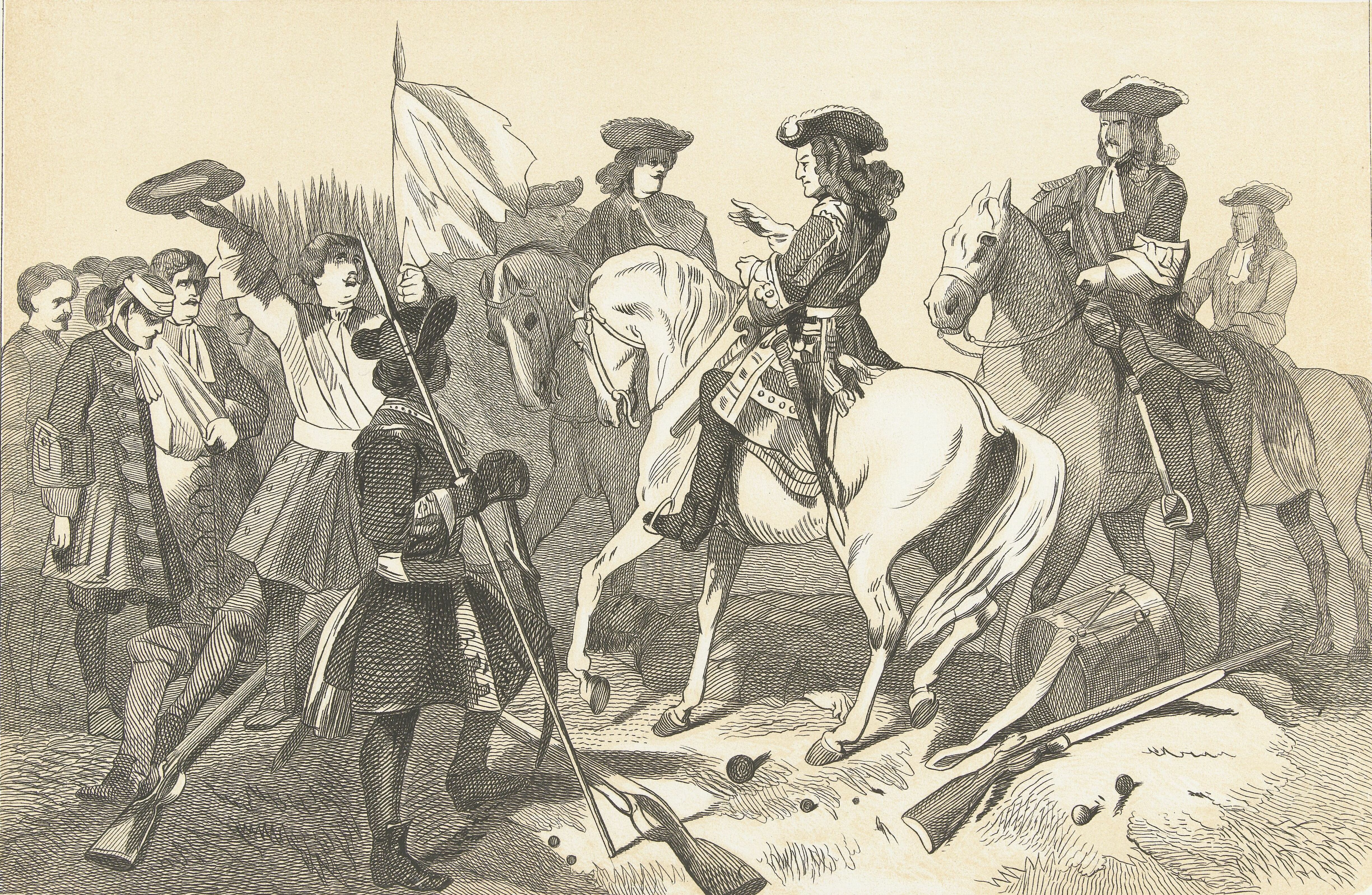
Waldeck e soldados holandeses após a batalha

Fleurus foi uma das batalhas mais sangrentas da época, com enormes perdas de ambos os lados, mas as estimativas de baixas variam muito. Segundo o historiador austríaco Gaston Bodart, os franceses tiveram 3.000 homens mortos e outros 3.000 feridos, e os aliados sofreram 6.000 mortos, 5.000 feridos e 8.000 capturados. Périni escreve que 612 oficiais e 3.000 soldados foram mortos ou feridos do lado francês, e que os aliados tiveram 5.000 mortos e 9.000 capturados, mas não menciona um número de feridos. Além disso, os franceses tomaram 48 canhões e 150 bandeiras ou estandartes. Van Nimwegen e John Childs, no entanto, reduzem as baixas dos Aliados para 7.000 mortos e feridos e argumentam que as perdas francesas foram pelo menos iguais, mas não fornecem uma estimativa para o número de prisioneiros, um número que algumas fontes holandesas reduzem para 3.000. Os aliados também capturaram 34 bandeiras e estandartes, o que era raro para um lado perdedor. Os historiadores holandeses geralmente enfatizaram a bravura e a habilidade de sua infantaria e gostam de citar Luxemburgo, que teria dito que os soldados de infantaria holandeses superaram aquela do espanhóis em Rocroi e que ele queria lembrar-se deles toda a sua vida. O historiador francês Franíziois Guizot descreveu Fleurus como uma vitória francesa completa, mas desprovida de resultado. Louvois, Ministro da Guerra do rei Luís, queria ordenar a Luxemburgo que sitiasse imediatamente Namur ou Charleroi, mas Luís, preocupado com as forças do delfim no Reno, ordenou a Luxemburgo que separasse parte das suas forças e abrisse mão de um grande cerco. Louvois opôs-se, mas o rei Luís queria ter a certeza de que nada "desagradável" acontecesse ao comando do seu filho. No entanto, Luxemburgo conseguiu colocar grande parte das terras a leste de Bruxelas sob contribuição.
Os franceses forçaram os prisioneiros de guerra capturados em Fleurus, assim como em eventos anteriores, ao seu serviço. Enviaram os alemães para o exército na Catalunha, os valões para a Alemanha e os holandeses para Sabóia. Muitos, no entanto, escaparam e voltaram para os territórios aliados.
Waldeck acabou se aposentando em Bruxelas, onde suas tropas feridas foram substituídas por homens de guarnições de Fortaleza. O efetivo de 15.000 soldados espanhóis sob o Marquês de Gastañaga juntou-se ao principal exército aliado, assim como Tilly com tropas de Liège e Brandemburgo em 22 de julho. Em 2 de agosto, o eleitor das forças de Brandemburgo combinou-se com Waldeck, cujo exército aliado agora contava com 70.000 homens. Com esta força, o exército aliado marchou para Genappe, prosseguindo para Nivelles em 7 de agosto. Após a batalha, houve uma satisfação modesta na República Holandesa. Eles acreditavam que os franceses haviam sofrido mais soldados mortos ou feridos e que o exército francês não estava em melhor forma do que o dos Aliados para continuar a campanha.
O restante da campanha nos Países Baixos espanhóis foi relativamente calmo. Boufflers combinou temporariamente suas forças com Luxemburgo, mas no final de agosto ele retornou à área entre os rios Sambre e Mosa. Após uma série de pequenas escaramuças, tanto os Aliados como os franceses voltaram aos quartéis de inverno em outubro; Luxemburgo teve o cuidado de estacionar seus homens em território inimigo, enquanto os Aliados se aquartelaram dentro e ao redor de Maastricht. Os hanoverianos voltaram para casa, enquanto muitos de Brandemburgo e Luneburgo encontraram acantonamento nas fortalezas dos Países Baixos espanhóis.
Luís XIV ficou tão desiludido com sua infantaria que ordenou que Luxemburgo evitasse combates de infantaria em 1691. Ele acreditava que tal engajamento "envolve pesadas perdas e nunca é decisivo".